# Slaget vid Tannenberg (1914)
Slaget vid Tannenberg ägde rum i trakten söder om Allenstein (nuvarande Olsztyn) i Ostpreussen. Slaget varade mellan den 26 och 30 augusti 1914 under första världskriget, och slutade med att den 8:e tyska armén under Paul von Hindenburgs befäl tillintetgjorde den ryska 2:a armén under Alexander Samsonov. Ryssarna förlorade 78 000 man i döda och sårade och ytterligare 92 000 blev krigsfångar.

## Upptakt
Efter det tyska nederlaget vid Gumbinnen efterträdde Paul von Hindenburg den avskedade Max von Prittwitz som tysk befälhavare i Ostpreussen. Kort därefter sammanträffade denne med sin adjutant Erich Ludendorff på järnvägsstationen i Hannover, och under resan till fronten drog de sedan upp planer för en motoffensiv i öst. Av strategiska skäl tog de beslutet att fokusera sin krigföring mot Samsonovs 2:a armé, då Paul von Rennenkampfs 1:a armé föreföll helt passiv efter de tidigare striderna.
Väl framme konstaterade Hindenburg och Ludendorff att 8:e arméns operative chef, överstelöjtnant Max Hoffmann, redan kommit till samma slutsats. Hermann von François I:a kår hade med järnväg förflyttats till Seeben för att befinna sig vid Samsonovs vänstra flank, och ytterligare två kårer hade förberetts att rycka fram till fots. XX kåren skulle grupperas framför ryssarna och därigenom binda dem, medan XVII kåren skulle anfalla Samsonovs högerflank och därigenom omringa ryssarna.
Övertygelsen om planens riktighet stärktes av rapporter om att ryska 1:a armén planerade att långsamt rycka fram mot nordväst. Meddelandet som skickades mellan de ryska trupperna om dess rörelser fick Ludendorff att först anta att meddelandena sänts för att förvilla tyskarna. Sedan flera meddelanden bekräftat samma sak ansåg man sig slutligen säker på situationen.
Samsonov hade fått rapporter från Yakov Sjilinski om att inga större tyska operationer var att vänta i hans sektor, då tyskarna troligen var på reträtt, och ryckte därför i lugnt tempo fram med flankerna riskabelt exponerade. François, som efter sin underskattning av ryssarna i slaget vid Gumbinnen hade blivit mer försiktig, försökte övertala Ludendorff om att ge honom mer tid att förbereda sitt artilleri, men Ludendorff var rädd att överraskningsmomentet skulle gå förlorat och drev på om att François skulle fullfölja anfallet, och han gav slutligen med sig.

## Slaget
Den 27 augusti spred Hermann von François sin I:a kår söder om ryska 2:a arméns vänsterflank och nådde Soldau alldeles innanför ryska gränsen, och skar därigenom av Samsonovs främsta underhållsväg, för att försvåra en rysk reträtt. På morgonen 28 augusti hade tyskarna tagit kontrollen över alla större vägar som ledde till Samsonovs trupper. Stridshandlingarna inleddes i norr då en oförberedd rysk kår som avancerade utan understöd stötte på en tysk kår. De väl förberedda tyskarna överraskade de ryska trupperna som råkade i vild flykt. 
Förvånad över den tyska närvaron i området beordrade Samsonov allmän reträtt natten mellan 28 och 29 augusti. Först då gick det långsamt upp för honom att tyskarna lyckats avskära hans reträttvägar. Många soldater råkade i panik och kastade sina vapen för att fly österut, bara för att springa rakt in i tyska ställningar. Avsaknaden av kommunikation och underhåll demoraliserade snabbt trupperna. Rennenkampf med ryska 1:a armén befann sig 11 mil bort och kunde inte ge sitt understöd – att de båda armébefälhavarna vägrade tala med varandra hade bidragit till situationen. Den 29 augusti gav Samsonov slutligen upp. Han sade till en stabsofficer: Tsaren litade på mig. Hur kan jag möta honom efter en sådan katastrof?. Därefter gick han ut i skogen och begick självmord med en pistol. 

## Efter slaget

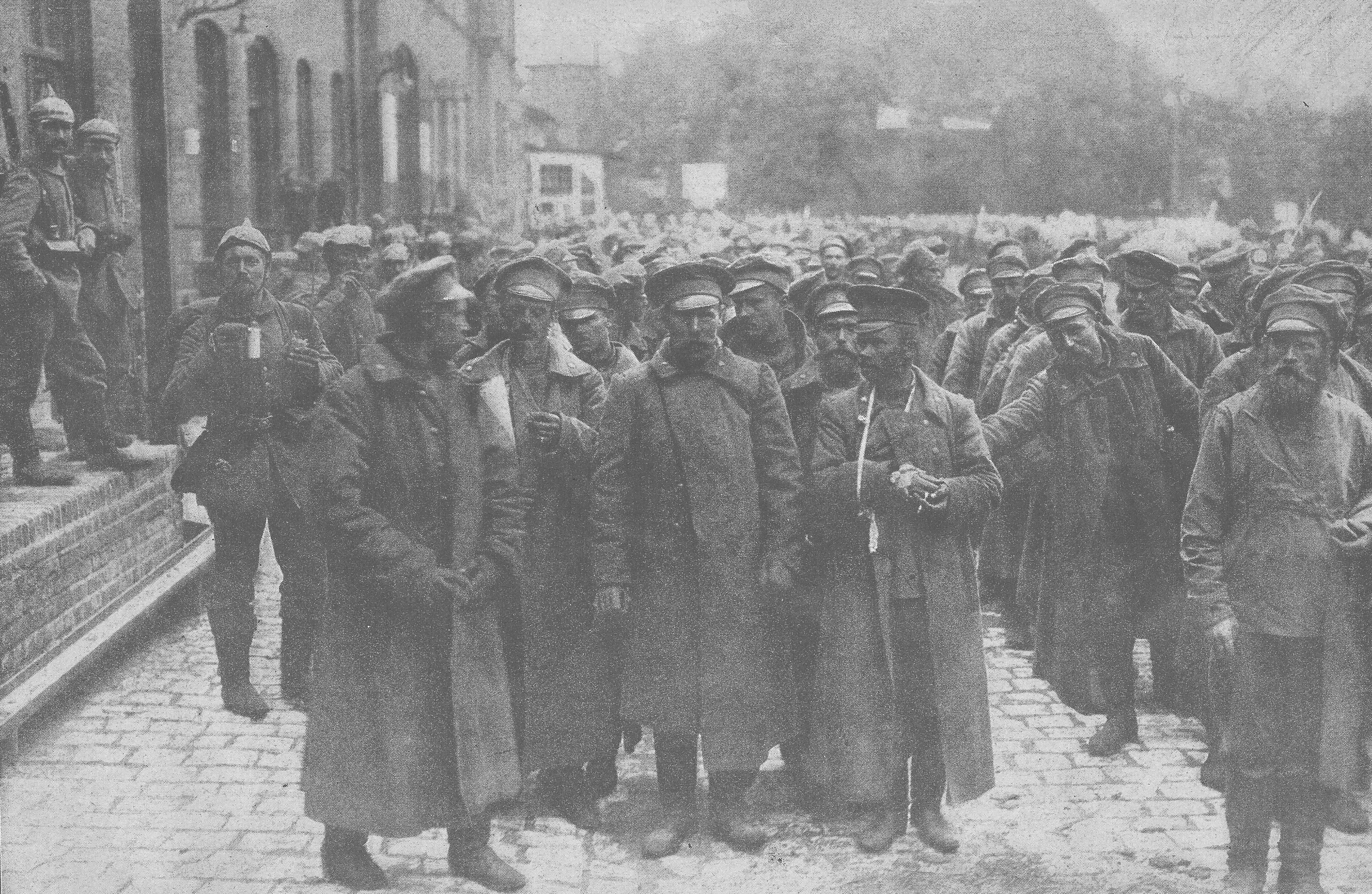
Ryska krigsfångar på järnvägsstationen i Tillsit i väntan på transport till fångläger i Tyskland.

Av den ryska 2:a armén på omkring 150 000 man stupade mer än 30 000 och nästan 100 000 hamnade i fångläger. Tyskarna förlorade mindre än 20 000 man. De tyska trupperna kom att behöva 60 tåg för att transportera iväg den erövrade utrustningen, däribland 500 artilleripjäser.
Det var troligen Max Hoffman som föreslog att slaget skulle få sitt namn efter Tannenberg, för att anspela på slaget som en revansch för slaget vid Tannenberg 1410. Senare skulle Hoffmann, Hindenburg och Ludendorff att komma att råka i gräl om vem som gjort vad och vem som skulle ha äran av segern.

## Kartor

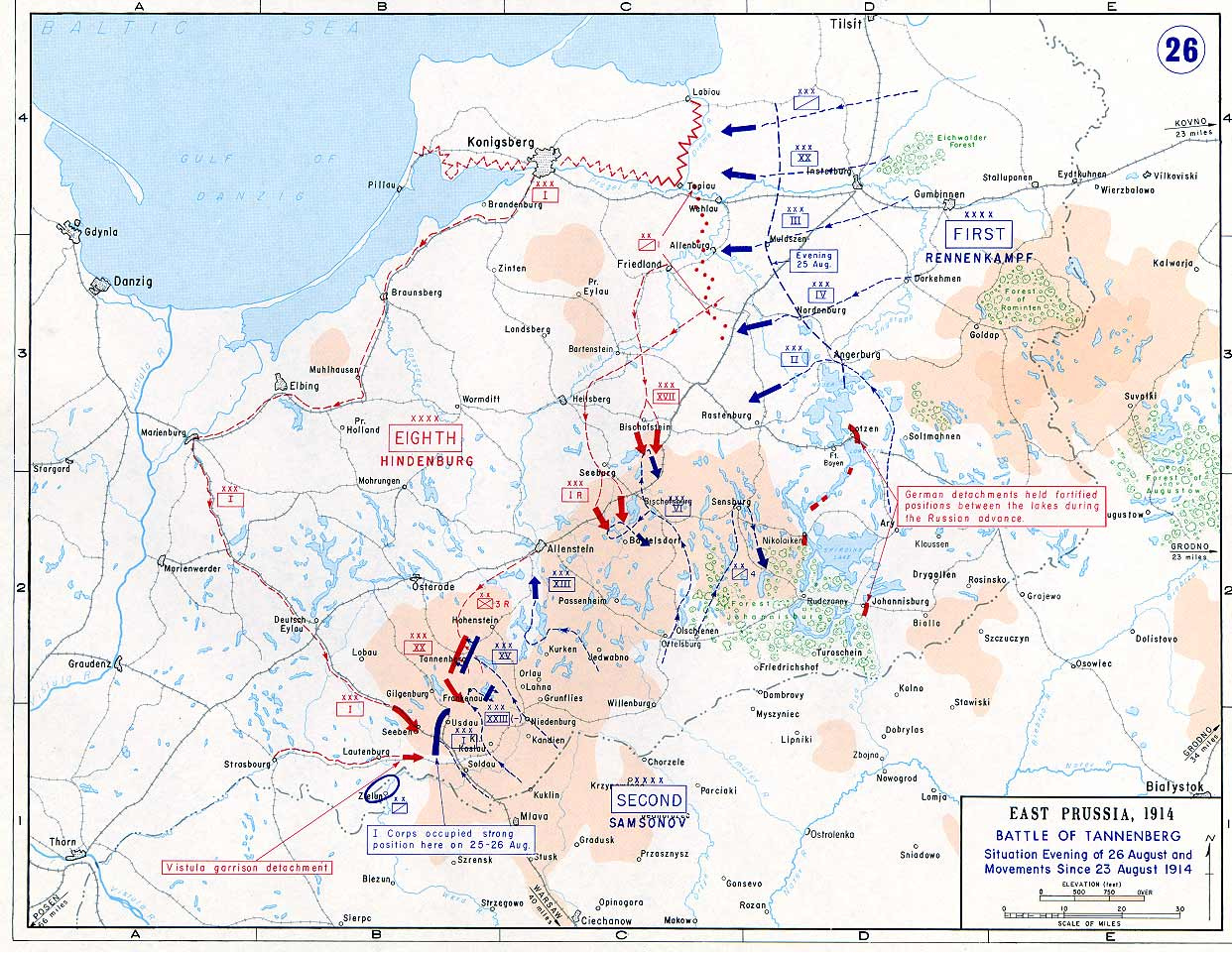
Läget den 26 augusti.
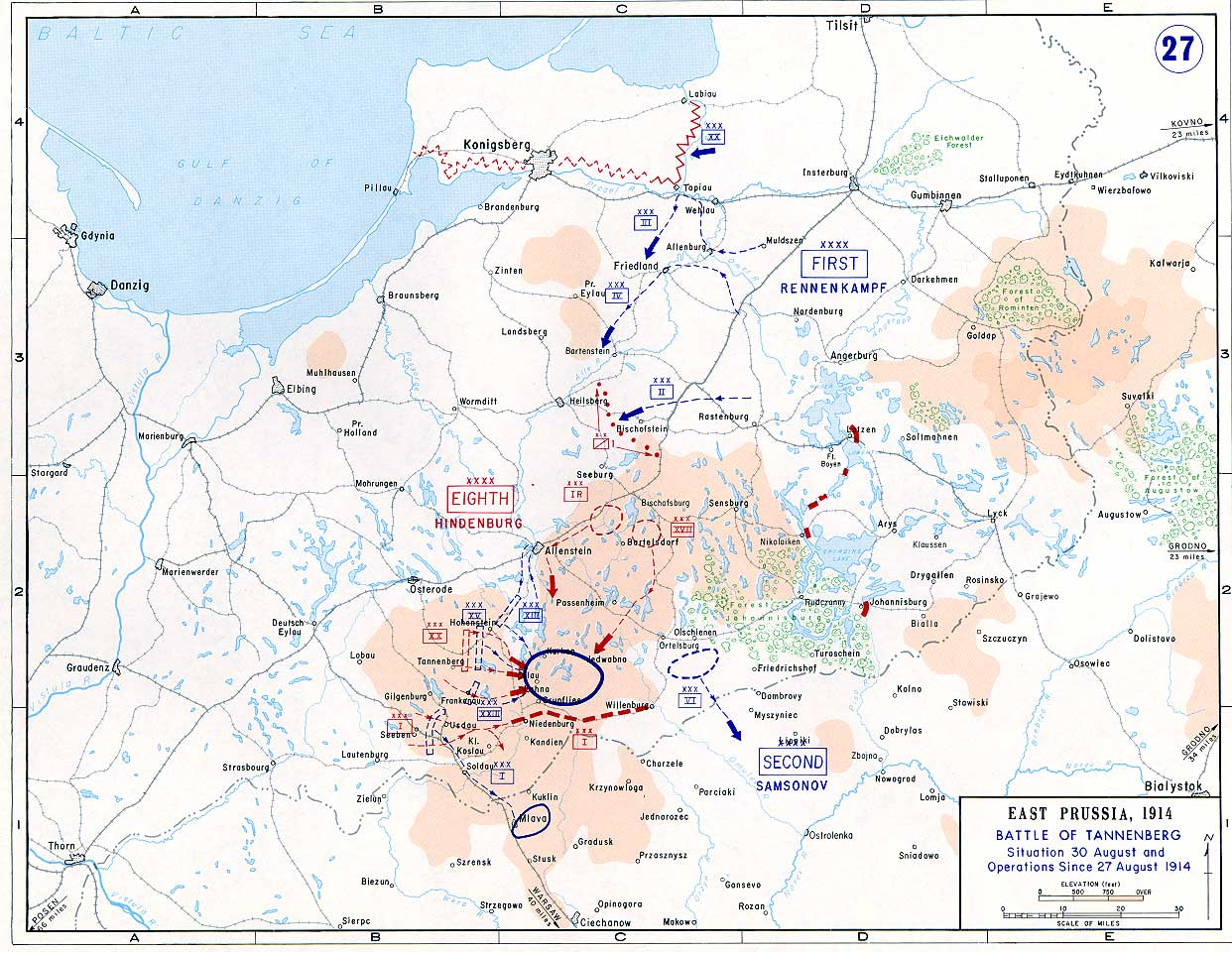
Läget den 30 augusti.

## Tannenbergmonumentet

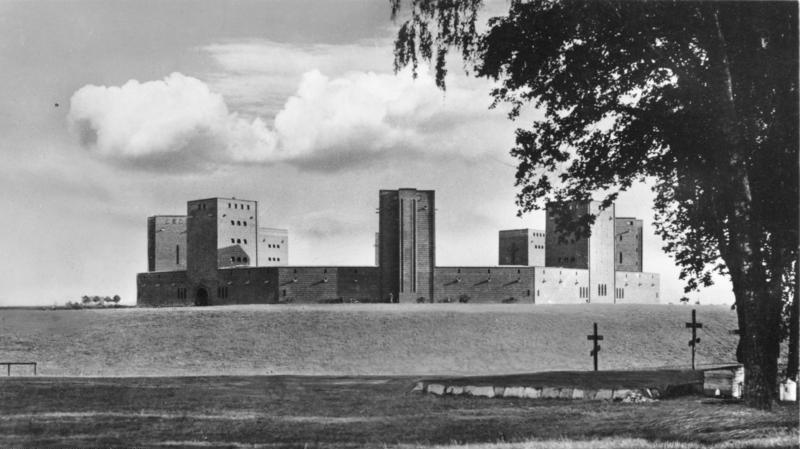
Tannenbergmonumentet i slutet av 1930-talet.

Ett segermonument restes 1924–1927 precis väster om Hohenstein (nuvarande Olsztynek). Detta blev också Hindenburgs grav då han 1934 avled, men monumentet sprängdes av den tyska armén 1945. Gradvis rivning och bortforsling av monumentet ägde därpå rum fram till 1980-talet och endast få rester finns kvar.